# Xaisomboun (đặc khu)
Xaisomboun (hay Saysomboun, tiếng Lào: ໄຊສົມບູນ) là một đặc khu (khetphiset) ở miền núi Trung Lào, gần thủ đô Viêng Chăn và Xiangkhouang.
Đặc khu (khetphiset) này được lập năm 1994 sau khi tách khỏi tỉnh Viêng Chăn và tỉnh Xiêng Khoảng. Ngày 13 tháng 1 năm 2006, đặc khu này bị giải thể, các huyện trở lại các tỉnh cũ là Viêng Chăn và Xiêng Khoảng.
Tuy nhiên đến 31 tháng 12 năm 2013, Xaisomboun lại chính thức tái lập với địa vị một tỉnh của Lào. Tỉnh mới có hơn 81.800 dân, diện tích 8.500 km², gồm các muang là Anouvong, Longxan, Longchaeng và Thathom.